# Any civil
Un any civil és el que té un nombre enter de dies civils. Per aquest motiu, l'any civil és el que s'utilitza en la vida quotidiana, ja que l'any tròpic no té un nombre enter de dies civils.
Segons això, els anys civils són cadascun dels períodes de 365 o 366 dies que van de l'1 de gener al 31 de desembre i que es numeren a partir de l'any 1, any en què hom suposa que es produí el natalici de Jesucrist.
Els anys civils que tenen 365 dies s'anomenen anys comuns i els que en tenen 366, anys de traspàs. Al llarg del temps es van alternant, de tal manera que equivalen a la successió d'anys tròpics o solars, d'acord amb el calendari gregorià.